# Zdrój Słotwinka

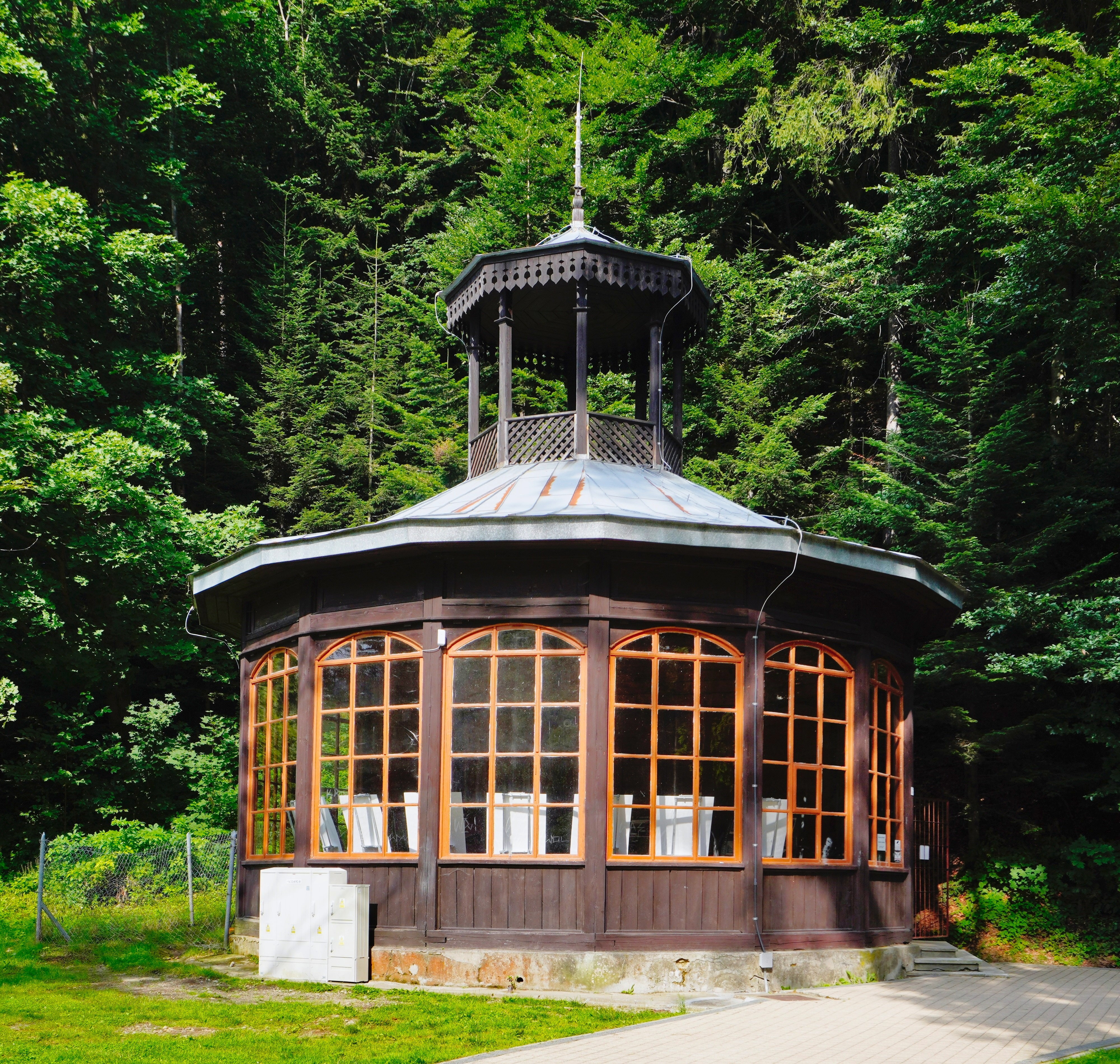
Pijalnia Słotwinka w Parku Słotwińskim w Krynicy-Zdroju

Słotwinka – mineralna woda lecznicza, pochodząca z odwiertów Zdroju Słotwinka, zlokalizowanych wsłotwińskim obszarze miejscowości Krynica-Zdrój. 
Woda, będąca szczawą wodorowęglanowo-magnezowo-sodowo-wapniowo-żelazistą, jest stosowana w przewlekłych chorobach układu trawiennego (przewodu pokarmowego), moczowego, bądź nerwowego (o charakterze nerwicowym, stresowym i lękowym), zarówno w procesie kontrolowanej krenoterapii, jak i doraźnie w celach profilaktyczno-zdrowotnych.

## Pijalnia
W Krynicy-Zdroju, na terenie Parku Słotwińskiego, w bezpośrednim sąsiedztwie „Restauracji Koncertowa”, znajduje się „Pijalnia Słotwinka”, w której turyści oraz miejscowi kuracjusze mogą bezpośrednio skorzystać z wód słotwińskiego źródła. Woda jest dostępna także w Pijalni Głównej.